# Landtag von Sachsen-Anhalt
Der Landtag von Sachsen-Anhalt ist das Landesparlament des deutschen Landes Sachsen-Anhalt. Er hat seinen Sitz in der Landeshauptstadt Magdeburg.

## Zusammensetzung
Der Landtag hat in der aktuellen Legislaturperiode 97 Mitglieder (Liste der Mitglieder des Landtages). Die Zahl der Mindestmandate beträgt 83.

## Geschichte
Am 22. Juli 1990 verabschiedete die Volkskammer das Ländereinführungsgesetz, wodurch aus den beiden Bezirken Magdeburg und Halle das Land Sachsen-Anhalt neu gegründet wurde. Aus den zentralstaatlich aus Ost-Berlin verwalteten Bezirken wurde nun also ein föderales, eigenständiges Bundesland. Bis auf geringe territoriale Unterschiede wurde das Gebiet jener beiden Bezirke übernommen. Diese hatten sich wiederum am Land Sachsen-Anhalt, vorher die preußische Provinz Sachsen, orientiert, das von 1945 bis 1949 in der SBZ und bis zur Verwaltungsreform von 1952 in der DDR existierte. Tatsächlich wurden in diesen Jahren bereits zwei sachsen-anhaltische Landtage gewählt, und zwar 1946 und 1950. Die Landtagswahl 1946 war dabei die einzige demokratische Wahl in ganz Ostdeutschland in der Zeit zwischen 1933 und 1990, allerdings mit ungleichen Chancen der Parteien durch Einflussnahmen der Besatzungsbehörden zugunsten der SED. 
Der erste Landtag wurde am 14. Oktober 1990 gewählt. Es folgte eine „verfassungslose“ Zeit von ungefähr zwei Jahren, bis der Landtag 1992 die sachsen-anhaltische Verfassung verabschiedete. In der Zwischenzeit wurde in der allerersten Sitzung am 28. Oktober 1990 eine vorläufige Ordnung verabschiedet, die das Zusammenspiel zwischen den Abgeordneten und der Regierung regelte.

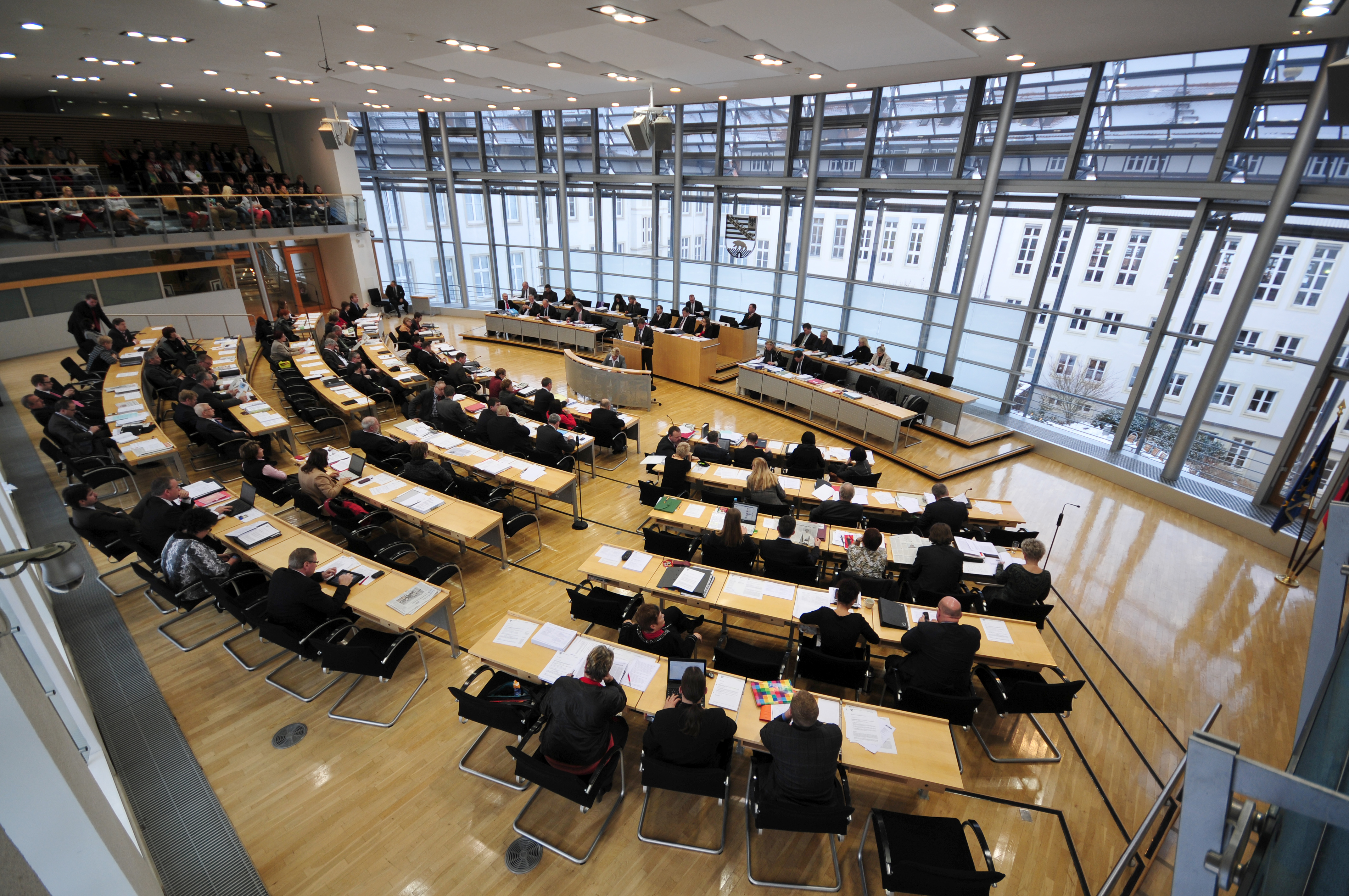
Sitzung im Plenarsaal des Landtagsgebäudes (2012)

### Stimmenanteile der Parteien in Prozent
| Wahltag    | Wahlbeteiligung | CDU  | SPD  | FDP  | Linke 1 | Grüne  | DVU  | AfD  | Andere          |
| ---------- | --------------- | ---- | ---- | ---- | ------- | ------ | ---- | ---- | --------------- |
| 15.10.1990 | 65,1            | 39,0 | 26,0 | 13,5 | 12,0    | 25,3 2 | –    | –    |                 |
| 26.06.1994 | 54,8            | 34,4 | 34,0 | 03,6 | 19,9    | 5,1    | –    | –    |                 |
| 26.04.1998 | 71,7            | 22,0 | 35,9 | 04,2 | 19,6    | 3,2    | 12,9 | –    |                 |
| 21.04.2002 | 56,5            | 37,3 | 20,0 | 13,3 | 20,4    | 2,0    | –    | –    | Schill 4,5      |
| 26.03.2006 | 44,4            | 36,2 | 21,4 | 06,7 | 24,1    | 3,6    | 03,0 | –    |                 |
| 20.03.2011 | 51,2            | 32,5 | 21,5 | 03,8 | 23,7    | 7,1    | –    | –    | NPD 4,6, FW 2,8 |
| 13.03.2016 | 61,1            | 29,8 | 10,6 | 04,9 | 16,3    | 5,2    | –    | 24,3 | FW 2,2          |
| 06.06.2021 | 60,3            | 37,1 | 08,4 | 06,4 | 11,0    | 5,9    | –    | 20,8 | FW 3,1          |

### Sitzverteilung
| Jahr | Gesamt | CDU | SPD | FDP | Linke 1 | Grüne | AfD | DVU |
| ---- | ------ | --- | --- | --- | ------- | ----- | --- | --- |
| 1990 | 106    | 48  | 27  | 14  | 12      | 5     | –   | –   |
| 1994 | 099    | 37  | 36  | –   | 21      | 5     | –   | –   |
| 1998 | 116    | 28  | 47  | –   | 25      | –     | –   | 16  |
| 2002 | 115    | 48  | 25  | 17  | 25      | –     | –   | –   |
| 2006 | 097    | 40  | 24  | 07  | 26      | –     | –   | –   |
| 2011 | 105    | 41  | 26  | –   | 29      | 9     | –   | –   |
| 2016 | 087    | 30  | 11  | –   | 16      | 5     | 25  | –   |
| 2021 | 097    | 40  | 09  | 07  | 12      | 6     | 23  | –   |

### Präsidenten des Landtages von Sachsen-Anhalt
- 28. Oktober 1990 bis 24. Mai 1998: Klaus Keitel (CDU)
- 25. Mai 1998 bis 15. Mai 2002: Wolfgang Schaefer (SPD)
- 16. Mai 2002 bis 23. April 2006: Adolf Spotka (CDU)
- 24. April 2006 bis 18. April 2011: Dieter Steinecke (CDU)
- 19. April 2011 bis 1. Dezember 2015: Detlef Gürth (CDU)
- 9. Dezember 2015 bis 11. April 2016: Dieter Steinecke (CDU)
- 12. April 2016 bis 21. August 2016: Hardy Güssau (CDU)
- 1. September 2016 bis 6. Juli 2021: Gabriele Brakebusch (CDU)
- seit 6. Juli 2021: Gunnar Schellenberger (CDU)

## Magdeburger Modell
Zwischen 1994 und 2002 führte die SPD mit Ministerpräsident Reinhard Höppner eine bis dato in Deutschland nicht übliche Minderheitsregierung an.

## Landtagsgebäude

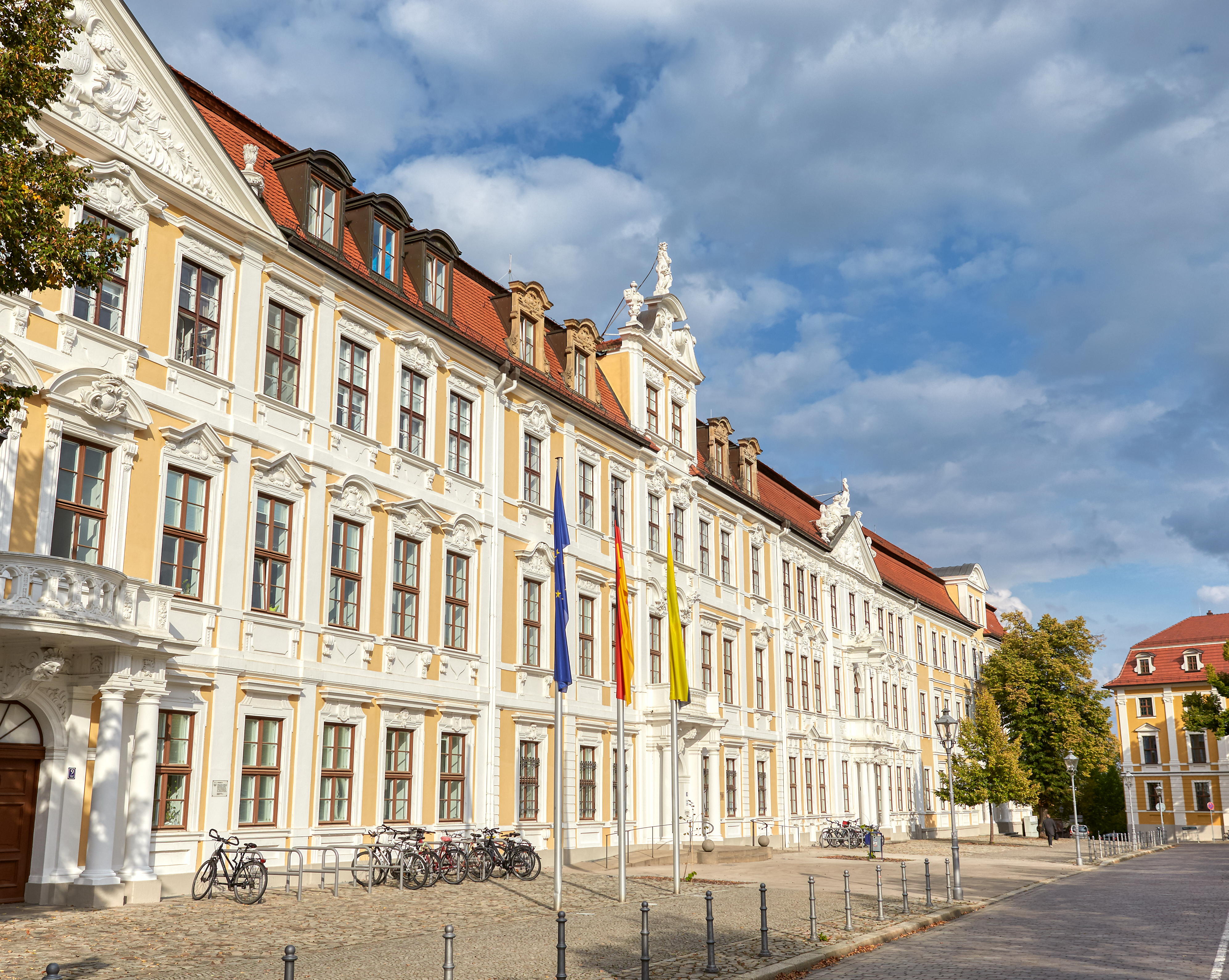
Fassade des Landtages von Sachsen-Anhalt am Domplatz in Magdeburg

Der nach der Wiederherstellung des Landes Sachsen-Anhalt gewählte erste Landtag hielt seine ersten sechs Sitzungen vom 28. Oktober 1990 bis zum 20. Dezember 1990 provisorisch in Dessau in der Johann-Philipp-Becker-Kaserne ab. Dort wurde mit knapper Mehrheit Magdeburg und nicht Halle als Landtagssitz bestimmt.
Seit dem 17. Januar 1991 tagt der Landtag im Gebäudekomplex „Domplatz 6–9“ in Magdeburg, der zuvor Sitz der Ingenieurschule für Wasserwirtschaft war. In knapp zwei Jahrzehnten und nach Umbauarbeiten für 44,89 Millionen Euro hat sich das Ensemble des Landtagsgebäudes in mehreren Bauphasen zum heutigen modernen und barrierefreien Parlamentssitz entwickelt, der hinter bürgerlich-barocker Fassade ein modernes, in der Tradition des Bauhauses stehendes funktionales Design aufweist.